# Милан Миятович
Милан Миятович (на сръбски: Милан Мијатовић) е черногорски вратар, който играе за Будучност и националния отбор по футбол на Черна гора.

## Клубна кариера
Юноша на черногорския Рудар Плевля. С отбора печели Черногорската първа лига през сезон 2009/10, както и два пъти Купата на Черна гора (2009/10 и 2010/11). През 2012 подписва с иранския Мес Керман, а година по-късно с Зоб Ахан. След два сезона в местното първенство на Иран, Миятович се завръща в родината си, където играе последователно в отборите на Бокел, Дечич и Будучност. През юни 2019 г., черногорецът подписва договор за една година с отбора на Левски (София), като в контракта има опция за удължаване. Веднага се налага като титуляр и измества досегашния титуляр Николай Михайлов.

## Национален отбор
За мъжкия отбор на Черна гора дебютира в квалификация за Европейското първенство срещу Русия, загубена с 2:0 през октомври 2015 г.
До 2020 г. е записал общо 9 мача за Националния отбор по футбол на Черна гора.

## Успехи
Рудар Плевля
- Черногорска първа лига : 2009/10
- Купа на Черна гора : 2009/10, 2010/11